# スマイルトゥモロー
スマイルトゥモロー（欧字名:Smile Tomorrow、1999年4月20日 - 2017年7月26日）は、日本の競走馬、繁殖牝馬。
主な勝ち鞍は、2002年の優駿牝馬（オークス）（GI）、フラワーカップ（GIII）。

## 生涯

### デビューまで
1966年、千代田牧場が競走馬生産を充実させるために、北海道静内町に移転。同年にイギリス・ニューマーケットにて、9歳の繁殖牝馬であるウェルシュティットビットを購入し、日本に輸入した。それから千代田牧場にて生産を行ったが、牝馬の仔は1頭（チハヤエンゼル、1968年生）のみであった。チハヤエンゼルが繁殖牝馬となって以降、代を重ねていったものの成績が良くなく、千代田牧場にとって優先順位の低い牝系になってしまっていた。
1988年、ウェルシュティットビッドから数えて5代目となる、コクトビューティーが千代田牧場にて誕生。美浦トレーニングセンターの古賀史生厩舎に所属し、中央競馬で26戦4勝の成績を残した。牧場では念のため、繁殖牝馬とし、初年度からアーミジャー、カコイーシーズ、フレイズと下級種牡馬との交配を実施。特に2番仔と3番仔は、未熟児だったことから、コクトビューティーの売却が検討されるほどであった。1998年、5年目の交配相手には、ホワイトマズルを選択。ホワイトマズルは1996年度に種付け頭数88頭中、生産頭数わずかに8頭だったこともあり、牧場社長の飯田正剛は「（前略）（ホワイトマズルの）株価がガタガタに落ちていたんです。受胎すれば儲けものといった感じの、なかば投げやりな配合だった。（カッコ内補足加筆者）」と回想している。
1999年4月20日、5番仔である鹿毛の牝馬（後のスマイルトゥモロー）が誕生。牝馬は将来の繁殖牝馬として自己所有するという方針から、牧場での所有となり、「スマイルトゥモロー」という競走馬名が与えられた。さらに所有に際しては、名義を期待度の高い順に先代の飯田正、その妻の政子、そして社長の正剛に割り振るルールが存在した。そのため、父サンデーサイレンス、ブライアンズタイムの仔は、正や政子の名義となる傾向が高かった。対して、スマイルトゥモローは正剛による所有となり、美浦トレーニングセンターの勢司和浩厩舎に入厩した。

### 競走馬時代
2001年10月27日、福島競馬場の新馬戦（芝1200メートル）にて二本柳壮が騎乗してデビューし、4着。11月18日、同条件である2戦目の新馬戦で初勝利を挙げる。続いて、フェアリーステークス（GIII）で重賞初出走するも11着に敗れた。

3歳となった2002年、3月2日の黄菊賞（500万円以下）は吉田豊に乗り替わって参戦。2回の除外を経て「これ以上待たせると彼女の走りたい気持ちが悪い方向へ行ってしまうということで使った（後略）」（勢司）という動機で出走し、2勝目を挙げた。続いて3月16日のフラワーカップ（GIII）では岡部幸雄に乗り替わり、3番人気で出走した。2番人気のマイネヴィータが逃げる中、中団に位置。第3コーナーからかかりながらまくりを見せて先頭に立ち、直線では後方に2馬身半差をつけて先頭で入線した。重賞初勝利となり、開業3年目の勢司にとっても初の重賞タイトルであった。桜花賞（GI）は吉田に戻って出走するも、出遅れて6着となった。
続いて、5月19日の優駿牝馬（オークス）（GI）に4番人気で出走した。サクセスビューティがスローペースで逃げる中、後方待機。最終コーナーで後方勢の多くが、馬場の外々に進路を求めていたが、スマイルトゥモローは最も内側を突いて順位を上げた。直線では、先に抜け出す3頭の外に持ち出して追い上げ、やがて差し切ると、後方に1馬身半差をつけて先頭で入線した。勢司はGI初勝利、千代田牧場生産馬はクラシック初勝利であった。加えて、フラワーカップ優勝馬として初めてクラシック優勝。福島デビューが優駿牝馬を制したのは、1962年優勝のオーハヤブサ、1968年のルピナス以来、史上3頭目であった。
それから次第に気性難の影響が大きくなり、以後7戦走るも一度も勝利を挙げることができなかった。道中で引っ掛かりながら暴走するなど、追い切り時には馬場入りするのも一苦労。2003年の府中牝馬ステークス（GIII）では、抑えが利かずに1000メートルを56.3秒で通過する大逃げを見せたこともあった。2004年3月13日、中山牝馬ステークス（GIII）で7着と敗れたのを最後に引退。3月19日に競走馬登録を抹消された。

### 繁殖牝馬時代
引退後は、故郷の千代田牧場で繁殖牝馬となる。9頭の仔を生産し、3頭が繁殖牝馬となった。2017年7月26日、小腸破裂のため18歳で死亡。

## 競走成績
以下の内容は、netkeiba.comおよびJBISサーチに基づく。
| 競走日     | 競馬場 | 競走名           | 格   | 距離（馬場）  | 頭 数 | 枠 番 | 馬 番 | オッズ （人気） | 着順 | タイム （上り3F） | 着差 | 騎手      | 斤量 [kg] | 1着馬（2着馬）         | 馬体重 [kg] |
| ---------- | ------ | ---------------- | ---- | ------------- | ----- | ----- | ----- | --------------- | ---- | ----------------- | ---- | --------- | --------- | ---------------------- | ----------- |
| 2001.10.27 | 福島   | 2歳新馬          |      | 芝1200m（良） | 16    | 4     | 7     | 021.20（8人）   | 04着 | R1:10.6（37.0）   | -0.6 | 0二本柳壮 | 52        | ルイジアナスワン       | 438         |
| 0000.11.18 | 福島   | 2歳新馬          |      | 芝1200m（良） | 16    | 5     | 9     | 008.80（3人）   | 01着 | R1:10.0（36.2）   | -0.3 | 0二本柳壮 | 52        | （マッキーグレイス）   | 436         |
| 0000.12.16 | 中山   | フェアリーS      | GIII | 芝1200m（良） | 16    | 3     | 5     | 009.10（6人）   | 11着 | R1:09.1（36.1）   | -1.3 | 0二本柳壮 | 54        | サーガノヴェル         | 436         |
| 2002.03.02 | 中山   | 黄梅賞           | 5下  | 芝1600m（良） | 16    | 7     | 14    | 023.60（9人）   | 01着 | R1:34.7（35.0）   | -0.4 | 0吉田豊   | 53        | （メイセイプリマ）     | 430         |
| 0000.03.16 | 中山   | フラワーC        | GIII | 芝1800m（良） | 15    | 5     | 9     | 006.10（3人）   | 01着 | R1:49.1（35.3）   | -0.4 | 0岡部幸雄 | 53        | （マイネヴィータ）     | 430         |
| 0000.04.07 | 阪神   | 桜花賞           | GI   | 芝1600m（良） | 18    | 1     | 1     | 008.80（4人）   | 06着 | R1:34.8（35.3）   | -0.5 | 0吉田豊   | 55        | アローキャリー         | 428         |
| 0000.05.19 | 東京   | 優駿牝馬         | GI   | 芝2400m（良） | 18    | 5     | 10    | 010.50（4人）   | 01着 | R2:27.7（34.7）   | -0.2 | 0吉田豊   | 55        | （チャペルコンサート） | 434         |
| 0000.11.10 | 京都   | エリザベス女王杯 | GI   | 芝2200m（良） | 13    | 3     | 3     | 030.70（5人）   | 06着 | R2:14.3（33.7）   | -1.1 | 0吉田豊   | 54        | ファインモーション     | 430         |
| 2003.06.15 | 東京   | エプソムC        | GIII | 芝1800m（稍） | 18    | 4     | 8     | 010.60（5人）   | 05着 | R1:48.4（37.1）   | -0.7 | 0吉田豊   | 55        | マイネルアムンゼン     | 450         |
| 0000.07.13 | 阪神   | マーメイドS      | GIII | 芝2000m（重） | 10    | 8     | 9     | 002.50（1人）   | 07着 | R2:05.8（39.1）   | -2.1 | 0武豊     | 56        | ローズバド             | 444         |
| 0000.10.19 | 東京   | 府中牝馬S        | GIII | 芝1800m（良） | 14    | 6     | 10    | 010.80（5人）   | 03着 | R1:46.9（38.4）   | -0.3 | 0柴田善臣 | 55        | レディパステル         | 446         |
| 0000.11.16 | 京都   | エリザベス女王杯 | GI   | 芝2200m（良） | 15    | 7     | 13    | 020.20（7人）   | 15着 | R2:14.0（39.5）   | -2.2 | 0吉田豊   | 56        | アドマイヤグルーヴ     | 442         |
| 0000.12.21 | 阪神   | 阪神牝馬S        | GII  | 芝1600m（良） | 16    | 2     | 4     | 016.70（4人）   | 14着 | R1:34.6（36.9）   | -1.2 | 0吉田豊   | 55        | ファインモーション     | 444         |
| 2004.03.13 | 中山   | 中山牝馬S        | GIII | 芝1800m（良） | 16    | 5     | 10    | 010.70（7人）   | 07着 | R1:46.6（34.8）   | -0.5 | 0吉田豊   | 54        | オースミコスモ         | 448         |

## 繁殖成績
|       | 生年   | 馬名               | 性 | 毛色   | 父                     | 馬主               | 戦績    | 主な勝利競走 | 供用     | 出典   |
| ----- | ------ | ------------------ | -- | ------ | ---------------------- | ------------------ | ------- | ------------ | -------- | ------ |
| 初仔  | 2005年 | スマイルオンザラン | 牡 | 鹿毛   | ブライアンズタイム     | 小林英一           | 8戦1勝  |              | 抹消     | [ 18 ] |
| 2番仔 | 2006年 | スマイルトゥゲザー | 牝 | 黒鹿毛 | ブライアンズタイム     | 青山洋一           | 7戦0勝  |              | 繁殖牝馬 | [ 19 ] |
| 3番仔 | 2007年 | スマイルタイム     | 牡 | 黒鹿毛 | ブライアンズタイム     | 青山洋一           | 12戦4勝 |              | 抹消     | [ 20 ] |
| 4番仔 | 2008年 | イクゼギンギラギン | 牡 | 青鹿毛 | ロックオブジブラルタル | 佐々木完二         | 19戦2勝 |              | 抹消     | [ 21 ] |
| 5番仔 | 2009年 | サンキュースマイル | 牝 | 鹿毛   | ブライアンズタイム     | 飯田良枝           | 2戦0勝  |              | 繁殖牝馬 | [ 22 ] |
|       | 2010年 | 不受胎             |    |        | ディープインパクト     |                    |         |              |          | [ 16 ] |
| 6番仔 | 2011年 | サトノブレゲ       | 牡 | 鹿毛   | アドマイヤムーン       | 里見治             | 2戦0勝  |              | 抹消     | [ 23 ] |
| 7番仔 | 2012年 | トゥモローワールド | 牡 | 鹿毛   | ディープインパクト     | 窪田芳郎 →窪田康志 | 5戦0勝  |              | 抹消     | [ 24 ] |
|       | 2013年 | 流産               |    |        | ディープインパクト     |                    |         |              |          | [ 16 ] |
| 8番仔 | 2014年 | レインボージャージ | 牡 | 黒鹿毛 | ダイワメジャー         | （株）山紫水明     | 2戦1勝  |              | 抹消     | [ 25 ] |
| 9番仔 | 2015年 | ギブユースマイル   | 牝 | 黒鹿毛 | エンパイアメーカー     | 飯田正剛           | 2戦0勝  |              | 繁殖牝馬 | [ 26 ] |
|       | 2016年 | 死産               |    |        | オルフェーヴル         |                    |         |              |          | [ 16 ] |
|       | 2017年 | 不受胎             |    |        | オルフェーヴル         |                    |         |              |          | [ 16 ] |
|       | 2018年 | 母体内死亡         |    |        | ダイワメジャー         |                    |         |              |          | [ 16 ] |

## 血統表
| スマイルトゥモローの血統                  | スマイルトゥモローの血統                               | スマイルトゥモローの血統           | （血統表の出典）                   | （血統表の出典） |
| 父系                                      | リファール系                                           | リファール系                       | リファール系                       | [ § 2 ]          |
| 父 *ホワイトマズル White Muzzle 1990 鹿毛 | 父の父*ダンシングブレーヴ Dancing Brave 1983 鹿毛      | Lyphard                            | Northern Dancer                    | Northern Dancer  |
| 父 *ホワイトマズル White Muzzle 1990 鹿毛 | 父の父*ダンシングブレーヴ Dancing Brave 1983 鹿毛      | Lyphard                            | Goofed                             |                  |
| 父 *ホワイトマズル White Muzzle 1990 鹿毛 | 父の父*ダンシングブレーヴ Dancing Brave 1983 鹿毛      | Navajo Princess                    | Drone                              | Drone            |
| 父 *ホワイトマズル White Muzzle 1990 鹿毛 | 父の父*ダンシングブレーヴ Dancing Brave 1983 鹿毛      | Navajo Princess                    | Olmac                              |                  |
| 父 *ホワイトマズル White Muzzle 1990 鹿毛 | 父の母Fair of the Furze 1982 鹿毛                      | Ela-Mana-Mou                       | *ピットカーン                      | *ピットカーン    |
| 父 *ホワイトマズル White Muzzle 1990 鹿毛 | 父の母Fair of the Furze 1982 鹿毛                      | Ela-Mana-Mou                       | Rose Bertin                        |                  |
| 父 *ホワイトマズル White Muzzle 1990 鹿毛 | 父の母Fair of the Furze 1982 鹿毛                      | Autocratic                         | Tyrant                             | Tyrant           |
| 父 *ホワイトマズル White Muzzle 1990 鹿毛 | 父の母Fair of the Furze 1982 鹿毛                      | Autocratic                         | Flight Table                       |                  |
| 母 コクトビューティー 1988 鹿毛           | 母の父*サウスアトランティック South Atlantic 1980 鹿毛 | Mill Reef                          | Never Bend                         | Never Bend       |
| 母 コクトビューティー 1988 鹿毛           | 母の父*サウスアトランティック South Atlantic 1980 鹿毛 | Mill Reef                          | Milan Mill                         |                  |
| 母 コクトビューティー 1988 鹿毛           | 母の父*サウスアトランティック South Atlantic 1980 鹿毛 | Arkadina                           | Ribot                              | Ribot            |
| 母 コクトビューティー 1988 鹿毛           | 母の父*サウスアトランティック South Atlantic 1980 鹿毛 | Arkadina                           | Natashka                           |                  |
| 母 コクトビューティー 1988 鹿毛           | 母の母シルクエンゼル 1983 鹿毛                         | *パーソロン                        | Milesian                           | Milesian         |
| 母 コクトビューティー 1988 鹿毛           | 母の母シルクエンゼル 1983 鹿毛                         | *パーソロン                        | Paleo                              |                  |
| 母 コクトビューティー 1988 鹿毛           | 母の母シルクエンゼル 1983 鹿毛                         | シルクベンチュア                   | *ヴェンチア                        | *ヴェンチア      |
| 母 コクトビューティー 1988 鹿毛           | 母の母シルクエンゼル 1983 鹿毛                         | シルクベンチュア                   | チハヤエンゼル                     |                  |
| 母系(F-No.)                               | ウエルシユテイツトビツト系(FN:4-c)                     | ウエルシユテイツトビツト系(FN:4-c) | ウエルシユテイツトビツト系(FN:4-c) | [ § 3 ]          |
| 5代内の近親交配                           | 5代内アウトブリード                                    | 5代内アウトブリード                | 5代内アウトブリード                | [ § 4 ]          |
| 出典                                      | 1. 2. 3. 4.                                            | 1. 2. 3. 4.                        | 1. 2. 3. 4.                        | 1. 2. 3. 4.      |

- 近親（半妹スマイルコンテストの仔）にクリールカイザー（アメリカジョッキークラブカップ）[28]。